# خبر الكدمة

تعديل مصدري - تعديل

خبر الكدمه هي إحدى قرى عزلة جعار بمديرية خنفر التابعة لمحافظة أبين، بلغ تعداد سكانها 83 نسمة حسب تعداد اليمن لعام 2004.